# Náray Szabó Sándor
Náray Szabó Sándor (Szombathely 1861. február 15. – Budapest, 1914. november 18.) magyar orvos, a VKM szolgálatában állott (1886-), a gyógypedagógiai ügyek is hatáskörébe tartoztak (1898-), később (1912-1913) államtitkár, egyidejűleg a Magyar Gyermektanulmányi Társaság társelnöke (1906-1914). A magyar gyógypedagógia egyik kimagasló (nemzetközileg is elismert) képviselője volt.

## Családja
A római katolikus nemesi származású nárai Szabó család sarja. Apja dr. nárai Szabó Miklós (1821–1907), Magyar Királyi Kúria elnöke 1888 és 1906 között, valóságos belső titkos tanácsos, jogász, anyja bonyházi Perczel Angéla (1837–1865). Az apai nagyszülei nárai Szabó Sándor (1794–1871), táblabíró, földbirtokos, és eőrsi Eőrsy Johanna (1798–1833) voltak. Az anyai nagyszülei bonyhádi Bonyhády Gyula (1817–1898), több vármegye főispánja, megyefőnöke, titkos tanácsos, földbirtokos, és Ráth Terézia voltak. Náray-Szabó Sándor felesége nemes László Ilona volt. Az apai nagybátyjai: nárai Szabó Imre (1823–1904), 1848-49-ben vezérkari őrnagy a hadügyminisztériumban, Csáktornya országgyűlési képviselője, a Zala megyei Honvédegylet tagja, földbirtokos, nárai Szabó László (1826–1914), királyi tanácsos, ügyvéd, földbirtokos, valamint nárai Szabó Ferenc (1827–1877), hites ügyvéd.

## Intézményszervezése
Elvi elgondolásai alapján kerültek egységes irányítás alá az iskoláskorú fogyatékosok intézményei; jött létre a Gyógypedagógiai Intézetek Országos Szaktanácsa (1898); indult meg az egyesített gyógypedagógus-képzés (Vácott 1900-ban, majd új székhellyel Budapesten 1904-től). Kapcsolódott a Ranschburg Pál által szervezett és vezetett Gyógypedagógiai Pszichológiai Laboratórium is (1906-tól) a gyógypedagógiai intézményekhez. Írásai főként a bécsi Eos-ban és a Magyar Gyógypaedagogiában jelentek meg.

## Munkáiból
- Néhány szó a fogyatékosok oktatásügyéről. Magyar Gyógypaedagogia, 1898. 1. 3-10.